# Banda (film 1964)
Banda – polski dramat psychologiczno-obyczajowy z 1964 roku w reżyserii Zbigniewa Kuźmińskiego i scenariuszem Zdzisława Skowrońskiego. Film ten porusza problem chuligaństwa wśród młodocianych oraz metod wychowawczych ukierunkowanych na poprawę tej sytuacji.

## Obsada
- Maciej Damięcki jako Jurek Nowicki
- Bolesław Płotnicki jako Dyrektor domu poprawczego
- Renata Kossobudzka jako Matka Jurka
- Jolanta Wołłejko jako Anka
- Jerzy Przybylski jako „Gangster”, wychowawca w domu poprawczym
- Jacek Domański jako Felek
- Paweł Galia jako Kostek
- Mirosław Gruszczyński jako Mirek
- Tadeusz Madeja jako Staszek Magiera, pracownik Stoczni Gdańskiej, wychowanek domu poprawczego
- Lech Grzmociński jako Pracownik Stoczni Gdańskiej
- Tadeusz Gwiazdowski jako Majster w Stoczni Gdańskiej
- Feliks Szajnert
- Henryk Bista jako Nowy wychowawca w domu poprawczym
- Tadeusz Borowski jako Uczestnik bójki na molo
- Andrzej Mrowiec jako Chłopak z domu poprawczego
- Zbigniew Jabłoński jako Mężczyzna w przedziale pociągu
- Zdzisław Jurkowski jako kucharz

i inni
Obsada dubbingu – Bogusław Sochnacki głos Staszka Magiery

## Zdjęcia
- Film kręcony w Gdańsku i Sopocie.